# Sveti Malahija
Malahija, irski nadškof ter obnovitelj in sveti, * 1094,
Armagh ali okolica, Irska,  † 2. november 1148, Clairvaux, danes Francija

## Življenje
Malahija (angleško: St. Malachy) se je rodil leta 1094 v Armaghu ali okolici; umrl je 2. novembra 1148 v samostanu Clairvaux na Francoskem. Rodil se je kot Máel Máedoc Ua Morgair ali Maelmhaedhoc Ó Morgair, je bil irski nadškof v Armaghu od 1129-1149. Bil je verski in nravni obnovitelj Irske. Ko se je odpovedal škofovski službi, je ustanovil v Downban-u red kontemplativnih kanonikov. Na poti v Rim je sklenil prijateljstvo s svetim Bernardom; ko se je poslednjič vračal domov, je umrl na njegovih rokah. 
Sveti Bernard je napisal njegov življenjepis. Papež Klemen II. je leta f1190 razglasil Malahija za svetnika; bil je to prvi irski svetnik, ki ga je po vseh predpisih razglasil papež.

### Malahijeve prerokbe o papežih
Zaradi preroškega daru so svetemu Malahiju pozneje pripisali "Malahijeva prerokovanja" o prihodnjih 112 papežih, začenši s Celestinom II. (1143) in zaključujoč z zadnjim papežem Petrom II. Delo je najbrž nastalo leta 1590 v težnji, da bi z njim podprli izvolitev kardinala Simoncellija iz Orvieta za papeža.